# Louisa Vuille
Pour les articles homonymes, voir Vuille.
Louisa Vuille, née le 21 avril 1901 à Villeret et morte le 30 octobre 1994 à Genève, est une syndicaliste genevoise, militante pour l'égalité salariale, cofondatrice du Parti suisse du travail.
Elle est une militante du mouvement ouvrier et du combat féministe. Une rue de Genève porte son nom en son honneur.

## Biographie
Lise Louisa Vuille voit le jour le 21 avril 1901 à Villeret, dans le canton de Berne.
Originaire de La Ferrière, dans le même canton, elle est la fille de Berthold Alcide Vuille, un artisan horloger, boulanger, militant socialiste et syndicaliste, et de Marie Emma née Kneuss, qui a d'abord été femme au foyer avant de devenir vendeuse.
Elle grandit à La Chaux-de-Fonds, dans le canton de Neuchâtel, au sein d'une fratrie de cinq enfants.

### Études
De 1907 à 1916, elle étudie à l'école primaire et l'école de commerce.
En 1916, Louisa Vuille travaille avec son père et entre la même année à l’école d’horlogerie de La Chaux-de-Fonds. Là-bas, elle suit une formation de régleuse, un domaine alors réservé aux filles. Cependant, elle trouve inacceptable l'inégalité de durée d'apprentissage : tandis que les garçons bénéficient d'un cursus de quatre ans, le sien ne dure que deux ans. Elle obtient son diplôme de régleuse en 1918.

### Parcours professionnel
En 1918, Louisa Vuille s'installe à Genève avec sa famille, et elle commence à travailler comme ouvrière horlogère, d'abord aux côtés de son père, puis, jusqu'en 1968, pour diverses manufactures genevoises.
En 1929, elle est embauchée chez Rolex, dans la fabrique du passage du Terraillet. À partir de 1934, elle demande à travailler à mi-temps en raison des mauvaises conditions de travail et du salaire dérisoire attribué aux femmes par rapport aux hommes. Convaincue que cela ne vaut pas la peine de travailler davantage dans de telles conditions, elle sollicite l'intervention d'un inspecteur du travail. Cependant, cette démarche entraîne un retour à plein temps, considéré comme une mesure punitive. Face à cette situation, elle démissionne et trouve un emploi à mi-temps à la fabrique Niton.

### Parcours politique
De 1916 à 1918, Louisa Vuille est membre des Jeunesses socialistes.
De 1941 à 1943, séparée de son mari, elle réside à Annemasse, où elle transmet des lettres pour la Résistance française. En 1944, à son retour à Genève, elle participe à la fondation du Parti suisse du travail (PdT).
En 1949, elle assiste au Congrès mondial des partisans de la paix à Paris et adhère ensuite au Mouvement suisse de la paix.
Après l'acceptation en 1961 du droit de vote et d'éligibilité des femmes à Genève, Louisa Vuille devient députée PdT au Grand Conseil genevois, où elle siège jusqu'en 1968. Elle se distingue notamment par son attention portée aux conditions de travail des apprentis et des jeunes ainsi qu'aux bas salaires.
De 1971 à 1978, elle est membre du Conseil municipal (législatif) de Vernier, où elle occupe le poste de présidente en 1975.

### Fonctions syndicales ou associatives
Louisa Vuille rejoint en 1918 la Fédération suisse des ouvriers sur métaux et horlogers (FOMH), présidée par Konrad Ilg jusqu'en 1945. De 1947 à 1952, elle est la première présidente du groupe horloger de la FOMH, où elle affronte la discrimination de certains syndicalistes masculins.
De 1974 à 1977 et en 1980, Louisa Vuille préside la Fédération des clubs d’aînés du canton de Genève.

### Vie privée

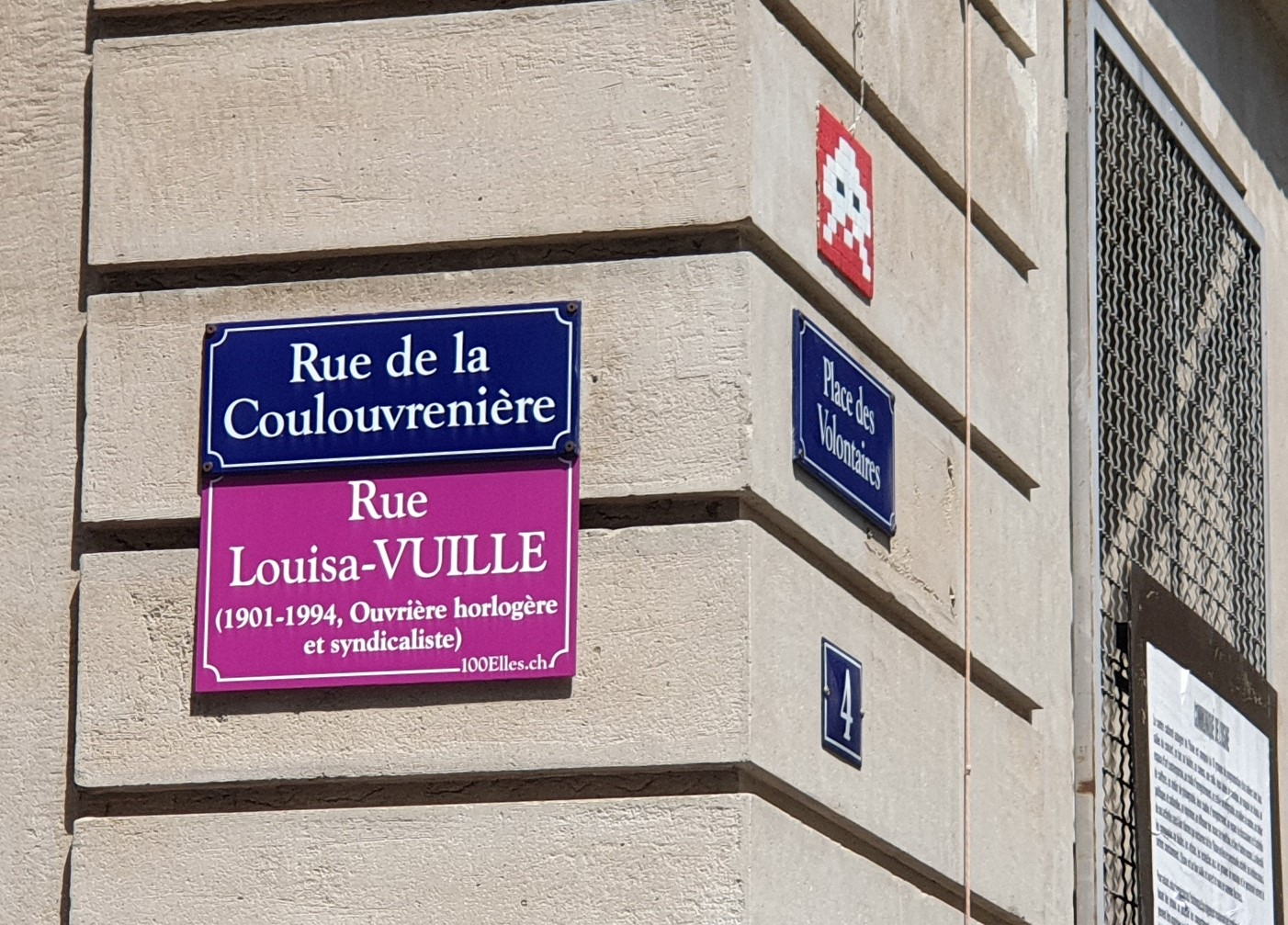
Rue Louisa Vuille - Rue de la Coulouvrenière

En 1932, Louisa Vuille se marie à Alfred Lamouille, commis, mais ils divorcent en 1944. Le couple n'a pas eu d'enfants.
Elle se remarie avec Albert-Aimé Zeeb.

### Décès et hommage posthume
Elle meurt le 30 octobre 1994 à Genève.
Une plaque temporaire portant son nom est apposée en 2019 à la rue de Coulouvrenière à Genève dans le cadre du projet 100elles.
Le 7 juillet 2021, une nouvelle rue de Genève, dans le quartier de Vieusseux, est nommée rue Louisa-Vuille.

### Fonds d'archives
- Archives d'État de Genève, Genève, Fédération suisse des travailleurs de la métallurgie et de l'horlogerie – FTMH (SMUV, FLMO) – Fédération des travailleurs sur métaux et horlogers.
- Archives fédérales suisses, Berne, Louisa Vuille.
- Archives sociales suisses, Zurich, Fédération suisse des ouvriers sur métaux et horlogers (FOMH).